# サミュエル・バトラー

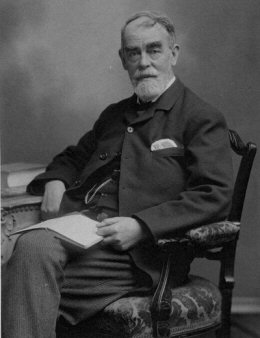
サミュエル・バトラー

サミュエル・バトラー（Samuel Butler、1835年12月4日 - 1902年6月18日）は、イギリスの小説家。
ノッティンガムシャーのランガー (Langar) 生まれ。父はトーマス・バトラー（Thomas Butler）、母はファニー（Fanny、旧姓 Worsley）。
シュルーズベリー・スクール（Shrewsbury School）を経て、ケンブリッジのセント・ジョンズ・カレッジ（St John's College）を1858年に首席で卒業。
1859年、ニュージーランドに移住する。
1863年、チャールズ・ダーウィンの『種の起源』が発表されると、バトラーはこれ以降生涯にわたって進化論批判を繰り広げることとなる。
1864年、イングランドに戻り、クリフォーズ・イン（Clifford's Inn）に部屋を構え、生涯をそこで過ごした。
1872年、匿名でユートピア小説『エレホン』（Erewhon）を発表する。理想郷エレホンの名前は、英単語「Nowhere（どこでもない）」のアナグラムである。
オルダス・ハクスリーは、自身のディストピア小説『すばらしい新世界』が『エレホン』の影響を受けていることを公式に認めている。
死後に半自伝的小説『万人の道』（The Way of All Flesh）は発表された。

## 著作リスト
- "エレホン（Erewhon｝", 1872
  - 『エレホン-山脈を越えて-』山本政喜訳（岩波文庫）
  - 『エレホン-倒錯したユートピア』石原文雄訳（音羽書房）
  - 『エレホン』武藤浩史訳（新潮社、2020年）
- "The Way of All Flesh", 1903
  - 『万人の道』今西基茂訳（岩波文庫）
  - 『万人の道』北川悌二訳（旺文社文庫）
  - 『肉なるものの道』山本政喜訳（新潮文庫）
- 『概説 オデュッセイアの著者は女なり』富川昭義訳著 信山社出版、1999